# Teinocera
Teinocera is een geslacht van kevers uit de familie bladkevers (Chrysomelidae).
De wetenschappelijke naam van het geslacht werd in 1848 gepubliceerd door Jean Théodore Lacordaire.

## Soorten
- Teinocera kochi Erber & Medvedev, 2002
- Teinocera pubicollis Erber & Medvedev, 2002